# Broersbank
De Broersbank is een zandbank in de Noordzee voor de Belgische kust. De bank ligt op honderd meter van het strand van Koksijde. Bij extreem springtij, dat optreedt op springtijdagen in augustus en september of in maart en april, steekt de Broersbank boven het zeeniveau uit. Vanuit de lucht ziet de bank eruit als een reeks sikkelvormige zandlichamen die dwars op de kustlijn gericht zijn, met daartussen diepere geulen.
De naam 'Broersbank' verwijst naar de broeders van de Duinenabdij te Koksijde, die tegenover de zandbank lag.  